# New York Jets
A New York Jets amerikaifutball-csapat az Amerikai Egyesült Államokban, a New Jersey-i East Rutherfordban, amely az NFL AFC konferenciájának keleti csoportjában játszik.

## Története

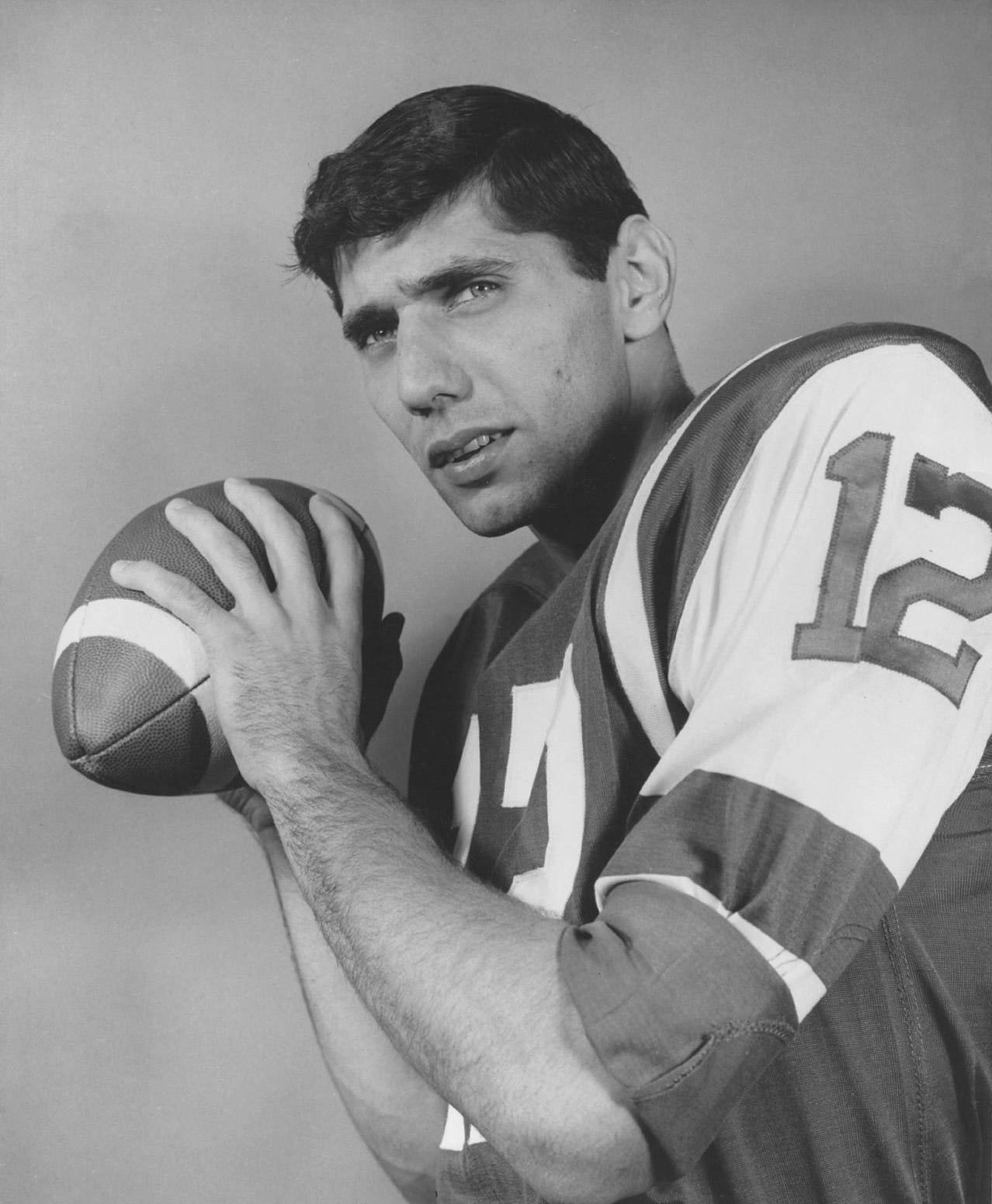
Joe Namath 1965-ben

A New York Jets jogelődjének számító csapatot Harry Wismer, az AFL alapító tagja hozta létre, és a kezdeti név New York Titans volt, amivel azt akarta kifejezni, hogy ez a klub erős, szilárd lesz, amely a másik New York-i franchise, a Giants méltó versenytársa kíván lenni. A sajtó azonban nemigen törődött az új klubbal, amelynek még normális stadionja sem volt (az elhasznált Polo Ground volt az otthonuk). Az új klub pedig nem szerepelt rosszul, az első két szezonjában is 7–7-es mutatót ért el az AFL keleti csoportjában, csak az 1962-es év sikerült rosszabbul.
Wismer 1962-ben Jetsre változtatta a klub nevét, majd egy évre rá eladta egy David „Sonny” Werblin által vezetett ötfős konzorciumnak, akiknek a jóvoltából 1964-ben a Shea Stadionba költözött a csapat. Werblin a sikeres Weeb Ewbanket szerződtette vezetőedzőnek, aki a Baltimore Coltssal két bajnoki címet is nyert, ezenkívül 1964-ben a csapathoz vitte a tehetséges fiatal Matt Snell futót, majd a következő évben a magyar származású Joe Namath irányítót is. A reményteli tervek azonban sokáig nem váltak valóra, de az látszott, hogy jó úton járnak: 1964-ben Matt Snell lett az év fiatalja, a következő évben pedig Joe Namath nyerte el ugyanezt a címet. 1966-ban már 6–6–2 volt a mutatójuk, ami a soron következő idényben 8–5–1-re javult. 1967-re Namath és Don Maynard, a kiváló elkapó is kellően összeszokott, és együttműködésük révén Namath 4007 passzolt yarddal és Maynard 1434 elkapott yarddal a liga, sőt az NFL-t tekintve is az élen végzett.
1968-ban bekövetkezett a nagy áttörés: igazi csapatmunkát produkálva megnyerték a csoportjukat (11–3), majd a liga döntőjében legyőzték az Oakland Raiderst (27–23), és játszhattak a Super Bowlban. A mérkőzést 1969 január 12-én rendezték a Miami Orange Bowl stadionban, és az ellenfél az a Baltimore Colts volt, amelyik a nagydöntőért vívott meccsen 34–0-ra lemosta a Cleveland Brownst, és ennek megfelelően itt is nagy esélyesnek számított. A Jets azonban a nem túl pontgazdag összecsapáson 16–7-re legyőzte a Coltsot, pedig az előjelek más szempontból sem voltak kedvezőek a Jets szempontjából. A mérkőzésre Maynard alig tudott kiállni, mert a combhajlító izma megsérült. Ezt azonban sikerült titokban tartani, és Maynard gyakorlatilag csak a csali szerepét töltötte be, az ellenfél védelme csak rá koncentrált, így a kevésbé ismert George Sauer eredményesen tudott szerepelni. A mérkőzés közben újabb sérülés hátráltatta a csapatmunkát: Namath hüvelykujja megsérült, és emiatt a negyedik negyedben már egyáltalán nem tudtak passzjátékkal operálni, a futójátékot helyezték előtérbe, és Snell 121 yardot futott. A győzelemből a védelem is kivette a részét: négy interception és egy fumble révén is labdát szereztek. A mérkőzés legjobbja (MVP-je) Joe Namath lett.
1969-ben ismét megnyerték a csoportjukat (10–4), az AFL legjobbja Namath lett, de a rájátaszásban kikaptak a Kansas City Chiefstől 13–6-ra. A csapat az AFL–NFL egyesülés (1970) után az AFC keleti csoportjába kapott besorolást. Ettől kezdve azonban tizenegy gyenge idény következett. Csak 1981-ben jutottak be ismét a rájátszásba (Buffalo Bills, 27–31). Az 1982-es rövid szezonban ismét bejutottak a rájátszásba, ahol előbb a Cincinnati Bengalst verték magabiztosan (44–17), majd az Oakland Raiderst 17–14-re, de a konferenciadöntőben a Miami Dolphinstól 14–0-s vereséget szenvedtek. A szezonban a hatalmas, 120 kilogrammos védő, a „New York Sack Exchange” néven emlegetett védelem vezéregyénisége, Mark Gastineau volt a csapat legjobbja, aki elnyerte a Halas-trófeát is. 1984-ben egyébként a Jets a Giants Stadionba költözött. 1985-ben és 1986-ban ismét bejutottak a playoffba, de előbb rögtön kikaptak a New England Patriotstól, 1986-ban viszont meg tudták nyerni első mérkőzésüket a Chiefs ellen, a második meccsen viszont kétszeri hosszabbítás után maradtak alul a Clevelanddel szemben.

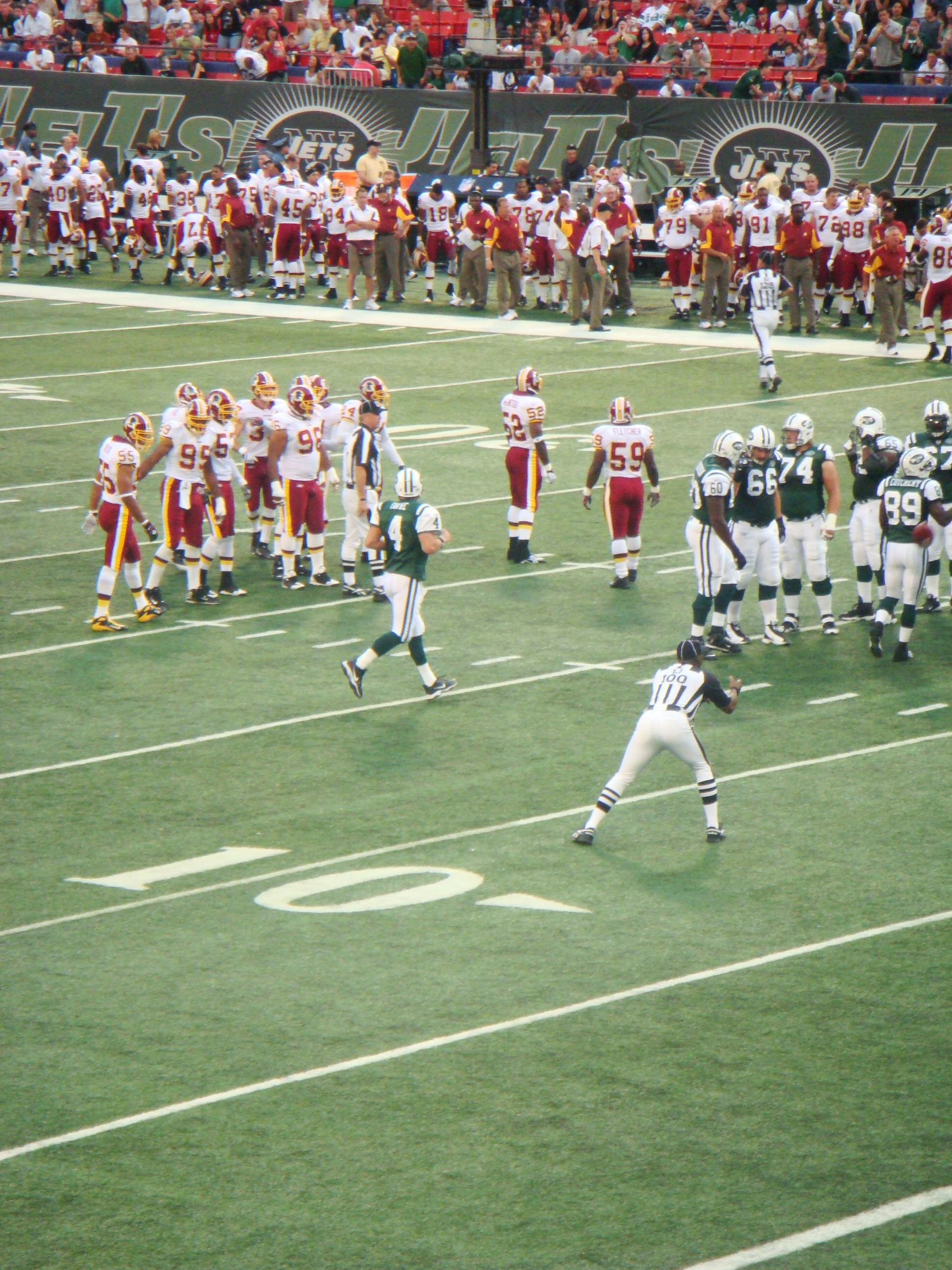
Brett Favre a Jetsben

Sikertelen évek következtek, 1996-ban csupán egyetlen meccset tudtak nyerni. A következő viszonylag sikeres szezon 1998-ban jött el, ekkor Bill Parcels vezetésével 12–4-gyel zárták az alapszakaszt, és csak közvetlenül a Super Bowl előtt botlottak: a Denver Broncostól 23–10-re kikaptak a főcsoportdöntőben.
A klubnak 2000-ben új tulajdonosa lett: Robert „Woody” Johnson vette meg 635 millió dollárárt. A 2008-as szezonra leigazolták az NFL egyik sztár irányítóját, Brett Favre-ot, de vele sem volt sikeres a csapat. 2009-ben a Baltimore védelménél dolgozó Rex Ryant nevezték ki vezetőedzőnek, aki az újonc, 23 éves Mark Sanchezt tette meg kezdő irányítónak. A csapat csoportmásodikként bejutott a rájátszásba, verte a Bengalst és a Chargerst, és megint a nagydöntő előtti utolsó meccs nem sikerült: a konferenciadöntőt az Indianapolis Colts nyerte 30–17-re. A következő évben, 2010-ben minden megismétlődött, de a főcsoportdöntőben a Pittsburgh Steelers állította meg őket (19–24). A 2011-es év már nem sikerült, az alapszakaszbeli mutatót csak 8–8-ra teljesítették.